# 엑셀시오르 로테르담

엑셀시오르 로테르담(Excelsior Rotterdam)은 1902년 7월 23일 네덜란드 로테르담을 연고로 창단한 축구 클럽으로 이전에는 로테르담 엑셀시오르 축구 선수 연맹(Rotterdamse Voetbal en Atletiek Vereniging Excelsior)이라는 이름으로 알려지기도 했으며 현재는 에이르스터 디비시에서 활동하고 있다.

## 개요
SBV는 Stichting Betaald Voetbal의 약어로 "프로(Betaald) 축구(Voetbal) 구단(Stichting)"이라는 의미를 가지며 "엑셀시오르(excelsior)"는 "숭고한, 높은, 고상한"이라는 뜻의 라틴어 형용사 excelsus의 비교급 형태로 "더 높은"이라는 의미를 가지고 있다. 엑셀시오르는 페예노르트 로테르담의 위성 클럽 역할을 맡고 있으며 2005년까지 페예노르트로부터 자금과 선수(임대 이적이나 자유 이적을 통해서 영입함)를 받는 시스템을 운영한 적이 있다.

## 성적
- 에이르스터 디비시: 우승 3회 (1974, 1979, 2006)
- KNVB 컵: 준우승 1회 (1930)

## 선수 명단

### 현역
참고: FIFA 자격 규정에 따라 소속된 국가대표팀 국기를 표시합니다. 선수는 복수의 FIFA 비회원국 국적을 가지고 있을 수 있습니다.
| 번호 | 포지션 | 국적 | 이름        |
| ---- | ------ | ---- | ----------- |
| 5    | DF     |      | 캐스퍼 비델 |
| 6    | MF     |      | 잰더 블롬   |
| 7    | FW     |      | 세이두 피니 |

| 번호 | 포지션 | 국적 | 이름 |
| ---- | ------ | ---- | ---- |

## 역대 감독
| 감독            | 임기        |
| --------------- | ----------- |
| 욘 메트호트     | 1996 ~ 1997 |
| 욘 메트호트     | 1997        |
| 욘 메트호트     | 2004 ~ 2005 |
| 리카르도 모니츠 | 2019 ~ 2020 |